# 12241 Lefort
12241 Lefort (1988 PQ2) là một tiểu hành tinh vành đai chính được phát hiện ngày 13 tháng 8 năm 1988 bởi F. Borngen ở Tautenburg.